# 샤투라

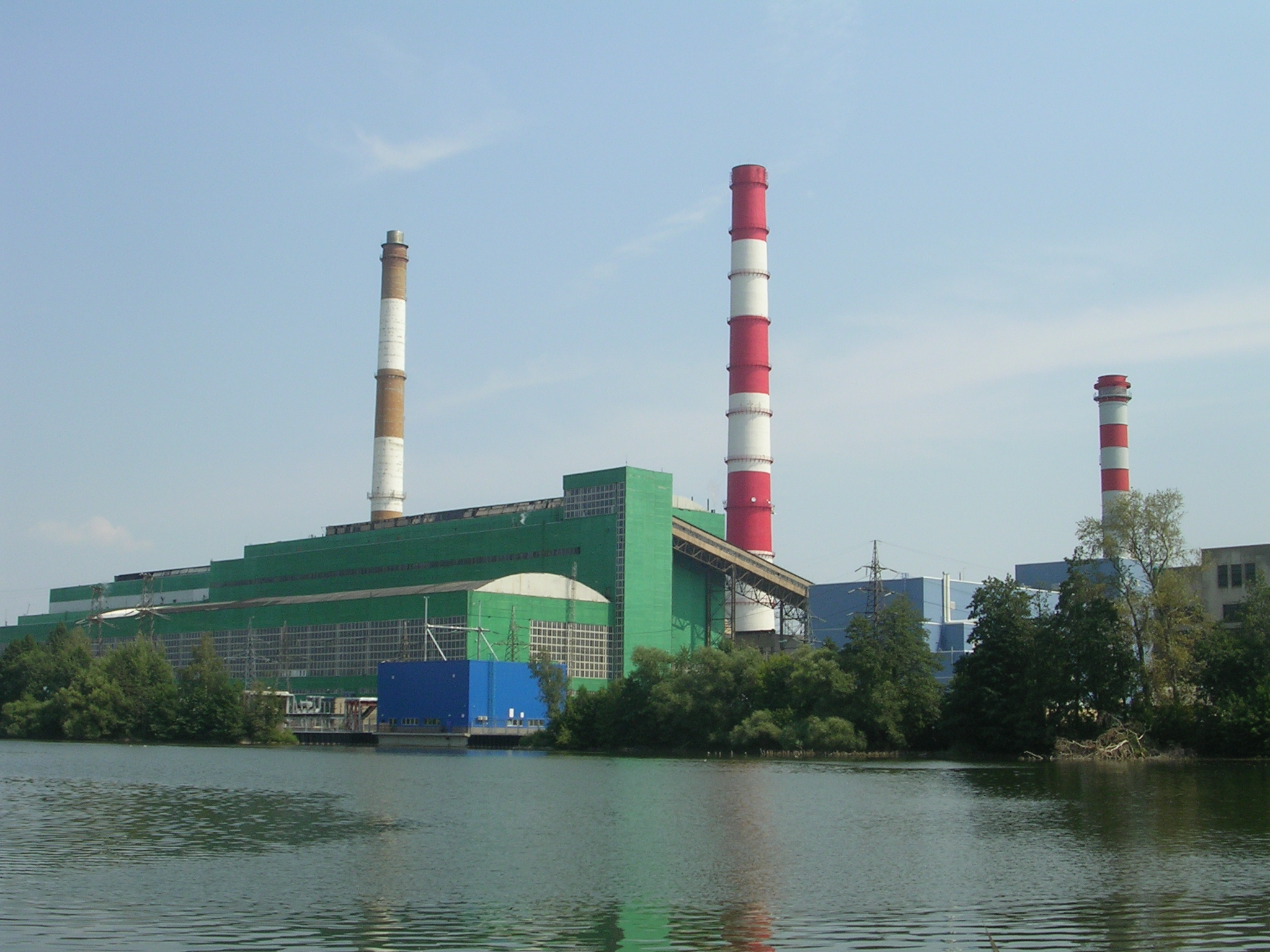
샤투라 발전소

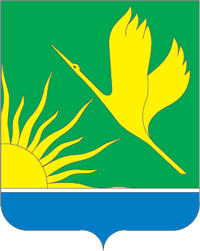
시의 휘장

샤투라(러시아어: Шатура)는 러시아 모스크바주에 위치한 도시로, 모스크바 시에서 124km가량 동쪽으로 떨어져 있다. 인구는 2010년 기준 32,885명이다. 1925년 지어진 샤투라 발전소가 위치해 있다.